# You Make Me So Happy
You Make Me So Happy è un singolo dei cantanti italiani Alfa e Mr. Gabriel, pubblicato il 10 giugno 2022.

## Descrizione
Il brano, scritto dallo stesso Alfa con Gibe Simon, è prodotto da Mr. Gabriel, Gemelli e Domenico Cambareri, in arte Camba.

## Video musicale
Il video musicale, diretto da Matteo Croci e girato in Piazza De Ferrari a Genova, è stato pubblicato il 16 giugno 2022 attraverso il canale YouTube di Alfa.

## Tracce
Testi e musiche di Andrea De Filippi e Gibe Simon.
1. You Make Me So Happy – 2:22